# 詹姆斯·帕特里克
詹姆斯·帕特里克（英語：James Patrick，1963年6月14日—），加拿大男子冰球运动员，场上位置是后卫。他曾代表加拿大国家队参加1984年冬季奥林匹克运动会冰球比赛，获得第4名。